# تورس د بررین
تورس د بررین (به اسپانیایی: Torres de Berrellén) یک دهستان در اسپانیا است که در استان ساراگوسا واقع شده‌است. تورس د بررین ۵۴ کیلومتر مربع مساحت و ۱٬۴۵۰ نفر جمعیت دارد.